# اونوئه شوروکو دوم

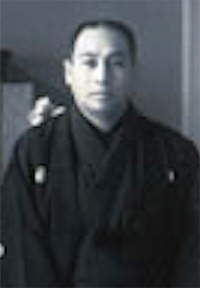
اونوئه شوروکو دوم، هنرپیشهٔ ژاپنی - ۱۹۵۱

اونوئه شوروکو دوم (انگلیسی: Onoe Shoroku II) نام هنری یوتاکا فوجیما یک هنرپیشه کابوکی در ژاپن است که در ایفای نقش مردان تخصص دارد. او به عنوان گنجینه ملی ژاپن و یکی از چهار بازیگر پیشرو رسمی کشور تعیین شده است.